# Yunnanacris
Yunnanacris är ett släkte av insekter. Yunnanacris ingår i familjen gräshoppor.
Kladogram enligt Catalogue of Life:
| Yunnanacris | \| \| Yunnanacris wenshanensis \| \| \| \| \| \| Yunnanacris yunnaneus \| \| \| \| |
|             | \| \| Yunnanacris wenshanensis \| \| \| \| \| \| Yunnanacris yunnaneus \| \| \| \| |
|             | Yunnanacris wenshanensis                                                           |
|             |                                                                                    |
|             | Yunnanacris yunnaneus                                                              |
|             |                                                                                    |